# Закурдаев, Игорь Валерьевич
Игорь Валерьевич Закурдаев (род. 8 января 1987 года, Лениногорск, Восточно-Казахстанская область, Казахская ССР) — казахстанский горнолыжник, мастер спорта Республики Казахстан международного класса.

## Карьера
И. В. Закурдаев родился в Лениногорске, где и начал заниматься горнолыжным спортом.
На Зимней Азиаде-2011 в Алматы выиграл два «золота» — в комбинации и супергиганте и «серебро» — в скоростном спуске.
На Олимпиаде-2010 в Ванкувере был 50-й (скоростном спуске), 43-й (супергигант), 51-й (гигантский слалом), 38-й (слалом) и 33-й (горнолыжная комбинация).
На Олимпиаде-2014 в Сочи был 33-м в (скоростном спуске).